# America's Next Top Model (mùa 9)
America's Next Top Model, Mùa thi 9 là chương trình thứ chín của loạt chương trình America's Next Top Model được phát trên sóng của kênh The CW. Biểu ngữ cổ động cho mùa này là "Tương lai thời trang".
San Juan, St. John's, Thượng Hải và Bắc Kinh là điểm dừng chân trong hành trình nước ngoài của mùa thi này cho 33 thí sinh bán kết, top 6 và top 4. Người chiến thắng sẽ có cơ hội tham gia vào ngành công nghiệp người mẫu dưới sự quản lý của công ty Elite Model Management, làm người mẫu trang bìa cho tạp chí Seventeen, và một hợp đồng quảng cáo trị giá $100.000 của thương hiệu mỹ phẩm CoverGirl.
Người chiến thắng mùa này là Saleisha Stowers, 21 tuổi, đến từ Los Angeles, California.

## Thí sinh
(Tính tuổi lúc tham gia chương trình)
| Thí sinh          | Tuổi | Chiều cao              | Đến từ                  | Bị loại ở | Hạng        |
| ----------------- | ---- | ---------------------- | ----------------------- | --------- | ----------- |
| Mila Bouzinova    | 20   | 178 cm (5 ft 10 in)    | Boston, Massachusetts   | Tập 2     | 13          |
| Kimberly Leemans  | 20   | 180 cm (5 ft 11 in)    | Ocala, Florida          | Tập 3     | 12          |
| Victoria Marshman | 20   | 180 cm (5 ft 11 in)    | New Haven, Connecticut  | Tập 4     | 11          |
| Janet Mills       | 22   | 173 cm (5 ft 8 in)     | Bainbridge, Georgia     | Tập 5     | 10          |
| Ebony Morgan      | 20   | 180 cm (5 ft 11 in)    | Chicago, Illinois       | Tập 6     | 9 (bỏ cuộc) |
| Sarah Hartshorne  | 20   | 180 cm (5 ft 11 in)    | Heath, Massachusetts    | Tập 8     | 8           |
| Ambreal Williams  | 19   | 180 cm (5 ft 11 in)    | Dallas, Texas           | Tập 9     | 7           |
| Lisa Jackson      | 20   | 187 cm (6 ft 1+1⁄2 in) | Jersey City, New Jersey | Tập 10    | 6           |
| Heather Kuzmich   | 21   | 183 cm (6 ft 0 in)     | Valparaiso, Indiana     | Tập 11    | 5           |
| Bianca Golden     | 18   | 180 cm (5 ft 11 in)    | Queens, New York        | Tập 12    | 4           |
| Jenah Doucette    | 18   | 175 cm (5 ft 9 in)     | Farmington, Connecticut | Tập 13    | 3           |
| Chantal Jones     | 19   | 183 cm (6 ft 0 in)     | Austin, Texas           | Tập 13    | 2           |
| Saleisha Stowers  | 21   | 178 cm (5 ft 10 in)    | Los Angeles, California | Tập 13    | 1           |

### Hội đồng giám khảo
- Tyra Banks
- Twiggy
- J. Alexander
- Nigel Barker

### Thành viên khác trong đoàn làm phim
- Jay Manuel, đạo diễn nghệ thuật
- Sutan, chuyên viên trang điểm
- Christian Marc, nhà tạo mẫu tóc
- Anda & Masha, chuyên viên phục trang

## Tổng kết

### Thứ tự gọi tên
| Thứ tự | Tập      | Tập      | Tập      | Tập      | Tập      | Tập      | Tập      | Tập      | Tập      | Tập      | Tập      | Tập      | Tập      |
| Thứ tự | 1        | 2        | 3        | 4        | 5        | 6        | 8        | 9        | 10       | 11       | 12       | 13       | 13       |
| ------ | -------- | -------- | -------- | -------- | -------- | -------- | -------- | -------- | -------- | -------- | -------- | -------- | -------- |
| 1      | Mila     | Heather  | Jenah    | Jenah    | Lisa     | Saleisha | Lisa     | Bianca   | Chantal  | Saleisha | Chantal  | Chantal  | Saleisha |
| 2      | Bianca   | Lisa     | Heather  | Sarah    | Bianca   | Jenah    | Heather  | Jenah    | Saleisha | Bianca   | Saleisha | Saleisha | Chantal  |
| 3      | Jenah    | Chantal  | Lisa     | Heather  | Ebony    | Heather  | Saleisha | Saleisha | Bianca   | Chantal  | Jenah    | Jenah    |          |
| 4      | Chantal  | Sarah    | Chantal  | Lisa     | Chantal  | Bianca   | Bianca   | Chantal  | Jenah    | Jenah    | Bianca   |          |          |
| 5      | Ambreal  | Jenah    | Sarah    | Janet    | Jenah    | Sarah    | Ambreal  | Heather  | Heather  | Heather  |          |          |          |
| 6      | Victoria | Saleisha | Ambreal  | Ambreal  | Saleisha | Chantal  | Jenah    | Lisa     | Lisa     |          |          |          |          |
| 7      | Sarah    | Ambreal  | Victoria | Ebony    | Heather  | Lisa     | Chantal  | Ambreal  |          |          |          |          |          |
| 8      | Saleisha | Victoria | Saleisha | Bianca   | Sarah    | Ebony    | Sarah    |          |          |          |          |          |          |
| 9      | Kimberly | Janet    | Janet    | Chantal  | Ambreal  | Ambreal  |          |          |          |          |          |          |          |
| 10     | Ebony    | Kimberly | Ebony    | Saleisha | Janet    |          |          |          |          |          |          |          |          |
| 11     | Janet    | Bianca   | Bianca   | Victoria |          |          |          |          |          |          |          |          |          |
| 12     | Heather  | Ebony    | Kimberly |          |          |          |          |          |          |          |          |          |          |
| 13     | Lisa     | Mila     |          |          |          |          |          |          |          |          |          |          |          |

     Thí sinh quyết định ngừng thi
     Người chiến thắng chung cuộc
     Thí sinh đã bị loại nhưng được tiếp tục dự thi
     Thí sinh bị loại
- Trong tập 1, 20 cô gái sẽ chờ trước hồ bơi, Tyra chỉ công bố 13 trong số đó được chính thức bước vào cuộc thi. Thứ tự gọi tên không theo thứ tự độ xuất sắc của bức ảnh cô gái đã chụp.
- Trong tập 6, Ambreal đã bị loại nhưng vẫn tiếp tục thi tiếp do Ebony quyết định không thi tiếp.
- Tập 7 là tập tổng kết những khoảnh khắc đáng nhớ của mùa.

### Buổi chụp ảnh
- Tập 1: Áo tắm ở bãi biển St. John's (casting)
- Tập 2: Tác hại của khói thuốc
- Tập 3: Leo núi cùng bộ cánh sặc sỡ
- Tập 4: Thực vật
- Tập 5: Thời trang trên nóc nhà
- Tập 6: Nguyên liệu tái chế
- Tập 8: Clip nhạc của Enrique Iglesias, "Tired of Being Sorry" – "Anh chán phải xin lỗi"
- Tập 9: Xe bốc cháy trong sa mạc
- Tập 10: Quảng cáo bộ mỹ phẩm Covergirl Queen Collection
- Tập 11: Múa rồng và múa sư tử
- Tập 12: Vạn lý trường thành
- Tập 13: Quảng cáo son nước làm từ rượu trái cây Covergirl Wetslicks Fruit Spritzers

### Thay đổi vẻ ngoài
- Victoria: Nhuộm vàng highlight
- Janet: Chỉ nhuộm đen
- Ebony: Nối tóc giống Naomi Campbell
- Sarah: Làm ngắn phần cầm bằng cách nhuộm vàng highlight
- Ambreal: Cắt ngắn
- Lisa: Cắt ngắn
- Heather: Nối dài tóc, tỉa và nhuộm nâu hạt dẻ
- Bianca: Nối thêm những dây tóc mùa vàng kim; nhưng sau đó đã cạo trọc
- Jenah: Nối tóc vàng
- Chantal: Nối tóc dài và tém ôm ở cuối ngọn tóc
- Saleisha: Cắt giống Louise Brooks